# 短苞柄香薷
短苞柄香薷（学名：Elsholtzia ciliata var. brevipes）为唇形科香薷属下的一个变种。

## 扩展阅读
- 維基物種上的相關：短苞柄香薷